# 生物戰

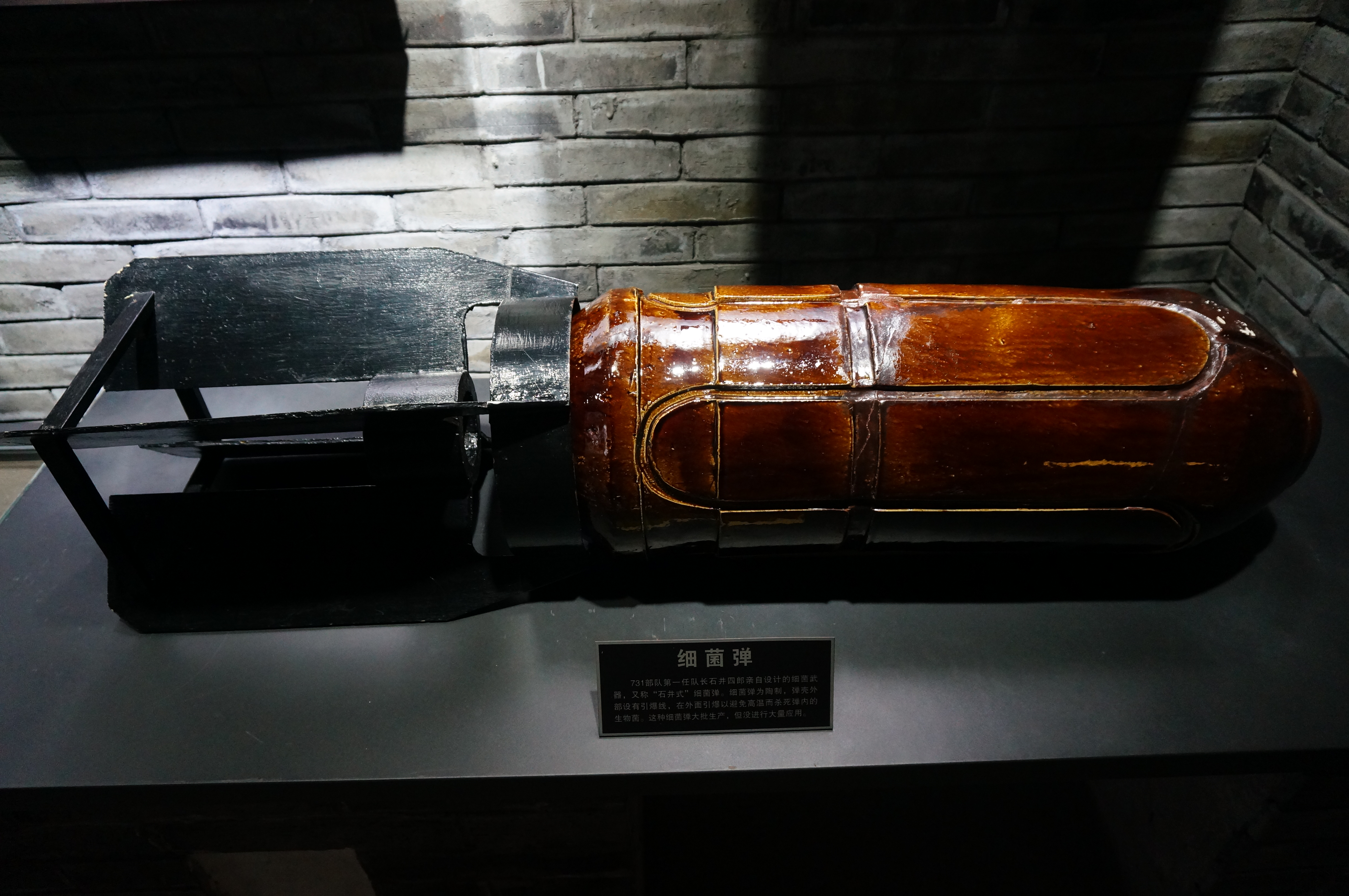
“石井式”细菌弹，由侵华日军731部队第一任队长石井四郎设计，侵华日军细菌战衢州展览馆藏。

生物战（英語：Biological warfare）或细菌战（英語：Germ warfare），是一种利用细菌或病毒作武器，攻击另一方人、畜及农作物，造成人工瘟疫的一种作战方式。
生物武器（通常称为“生物武器”、“生物威胁剂”或“生物制剂”）是活的有机体或复制实体（即“病毒”，不被普遍认为是“活的”）。 昆虫战是生物战的一个亚型。
根据 1925 年《日内瓦议定书》和多项国际人道主义法条约，国际武装冲突中的进攻性生物战属于战争罪。特别是，1972年《禁止生物武器公约》（BWC）禁止开发、生产、获取、转让、储存和使用生物武器。相比之下，《生物武器公约》并不禁止出于预防、保护或其他和平目的的防御性生物学研究。
生物战不同于涉及其他类型大规模杀伤性武器（WMD）的战争，包括核战争、化学战和放射性战争。 这些武器都不被视为常规武器，其部署主要是因为其爆炸性、动能或燃烧潜力。
生物武器可以通过多种方式使用，通过威胁或实际部署来获得对敌人的战略或战术优势。 与某些化学武器一样，生物武器也可用作区域拒止武器。 这些药剂可能是致命的，也可能是非致命的，并且可能针对单个人、一群人甚至整个人群。 它们可能由民族国家或非民族团体开发、获取、储存或部署。 在后一种情况下，或者如果一个民族国家秘密使用它，也可能被视为生物恐怖主义。 
生物战和化学战在一定程度上有重叠，因为《生物武器公约》和《化学武器公约》的条款均考虑使用某些生物体产生的毒素。 毒素和心理化学武器通常被称为中谱毒剂。 与生物武器不同，这些中谱制剂不会在宿主体内繁殖，并且通常具有较短的潜伏期的特点。

## 概述
生物攻击可能会导致大量平民伤亡，并对经济和社会基础设施造成严重破坏。
能够造成大规模伤亡的可信威胁的国家或团体有能力改变其他国家或团体与其互动的条款。 当考虑到武器质量以及开发和储存成本时，生物武器的破坏潜力和生命损失远远超过核武器、化学武器或常规武器。 因此，生物制剂除了可作为战场上的进攻性武器外，还具有潜在的战略威慑作用。
作为一种军事用途的战术武器，生物战的一个重大问题是它需要数天的时间才能发挥作用，因此可能无法立即阻止敌方部队。 一些生物制剂（天花、肺鼠疫）具有通过雾化呼吸道飞沫在人与人之间传播的能力。 此功能可能是不受欢迎的，因为代理可能会通过此机制传播到非预期人群，包括中立甚至友军。 更糟糕的是，这种武器可能“逃离”它开发的实验室，即使没有意图使用它——例如，通过感染研究人员，然后研究人员在意识到自己被感染之前将其传播到外界。 已知有几起研究人员感染埃博拉病毒并死亡的案例，他们一直在实验室中研究这些案例（尽管在这些案例中没有其他人被感染）——但没有证据表明他们的工作是针对埃博拉病毒的 生物战，它表明即使是充分意识到危险的细心研究人员也有可能发生意外感染。 虽然遏制生物战对于某些犯罪或恐怖组织来说不太关心，但它仍然是几乎所有国家的军事和平民的重大关切。

## 历史

### 古代和中世纪
基本形式的生物战自古以来就已被实践。最早有记载的意图使用生物武器的事件记录在公元前 1500-1200 年的赫梯文献中，土拉热病的受害者被赶到敌方土地上，引发了流行病。亚述人用真菌麦角毒害了敌方的水井，但结果未知。 斯基泰弓箭手将箭浸入粪便和尸体中，罗马士兵则将剑浸入粪便和尸体中 - 结果受害者通常会感染破伤风。1346年，死于瘟疫的金帐汗国蒙古战士的尸体被扔到被围困的克里米亚城市卡法(今乌克兰费奥多西亚)的城墙上。 专家们对于这次行动是否导致黑死病传播到欧洲、近东和北非并导致大约 2500 万欧洲人死亡存在分歧。
从公元十六世纪起，生物制剂在非洲许多地区被广泛使用，大多数时候以毒箭或粉末的形式散布在战争前线，以及毒杀敌军的马匹和供水。在博尔古，有特定的混合物可以杀死、催眠、使敌人变得狂躁，也可以作为敌人毒药的解毒剂。生物制品的创造是为特定的专业阶层的医药人员保留的。

### 18和19世纪
法国-印第安人战争期间，1763 年6月，一群美洲原住民围攻英国控制的皮特堡。皮特堡指挥官西蒙·埃库耶 命令他的部下从医务室取出感染天花的毯子，并在围困期间将其交给莱纳佩代表团。据报道，从 1763 年到 1764 年，去年春天爆发的天花疫情导致俄亥俄州多达 100 名美洲原住民死亡。目前尚不清楚天花是皮特堡事件造成的，还是该病毒已经在特拉华州居民中存在，因为每隔十几年就会爆发一次，而代表们后来再次见面，似乎没有感染天花。美国独立战争期间，大陆军军官乔治·华盛顿向大陆会议提到，他从一名水手那里听到谣言，说他的对手威廉·豪将军在波士顿围城战中故意将平民赶出城市，希望 将持续的天花疫情传播到美国战线； 华盛顿仍然不相信，他写道，他“很难相信”这一说法。 华盛顿已经给他的士兵接种了疫苗，减少了流行病的影响。一些历史学家声称，驻扎在澳大利亚新南威尔士州的皇家海军陆战队的一支分遣队于1789年故意在那里使用天花。塞思·卡鲁斯博士指出：“最终，我们有一个强有力的间接案例支持有人故意将天花引入原住民的理论。”

### 一战
到 1900 年，细菌理论和细菌学的进步将生物制剂在战争中的使用技术提高到了新的水平。 第一次世界大战（1914-1918）期间，德意志帝国政府以炭疽和鼻疽的形式进行了生物破坏，但结果却并无多少影响。1925 年《日内瓦议定书》禁止在国际武装冲突中首先对敌方国民使用化学和生物武器。

### 二战
随着第二次世界大战的爆发，英国供应部在波顿当建立了一个生物战计划，由微生物学家保罗·菲尔德斯领导。这项研究由首相温斯顿·丘吉尔倡导，很快土拉菌病、炭疽病、布鲁氏菌病和肉毒杆菌毒素就被有效地武器化。特别是苏格兰的格鲁纳德岛，在接下来56年的一系列广泛测试中被炭疽污染。尽管英国从未进攻性地使用其开发的生物武器，但其计划是第一个成功地将多种致命病原体武器化并将其投入工业生产的计划。其他国家，特别是法国和日本，已经开始了自己的生物武器计划。
当美国参战时，盟军的资源是应英国的要求而集中的。 随后，美国于1942年在乔治·W·默克的指导下，在马里兰州德特里克堡建立了一个大型研究项目和工业综合体。在此期间开发的生物和化学武器在犹他州的杜格威试验场进行了测试。很快就有了大规模生产炭疽孢子、布鲁氏菌病和肉毒杆菌毒素的设施，尽管战争在这些武器投入大量使用之前就已经结束了。
这一时期最臭名昭著的计划是由日本帝国陆军第731部队在战争期间秘密执行的，该部队驻扎在满洲平番，由石井四郎中将指挥。 这个生物战研究单位经常对囚犯进行致命的人体实验，并生产用于战斗的生物武器。尽管日本的计划缺乏美国或英国计划的技术复杂性，但其广泛应用和残暴程度却远远超过了它们。在几次军事行动中，生物武器被用来对付中国士兵和平民。1940年，日本陆军航空队用装满携带鼠疫跳蚤的陶瓷炸弹轰炸了宁波。尽管可能有多达40万人死亡，但由于运送系统效率低下，其中许多轰炸都是无效的。1942年浙赣战役期间，日本人的生物武器攻击反弹到己方部队，导致日军1万名士兵患病，其中约1700人死亡。
在第二次世界大战的最后几个月，日本计划在“夜间樱花行动”中使用鼠疫作为生物武器来对付位於美國本土加利福尼亚州圣地亚哥的平民。该计划原定于1945年9月22日启动，但由于日本于1945年8月15日投降而未能执行。

### 冷战
在英国，20世纪50年代出现了鼠疫、布氏菌病、土拉菌病以及后来的马脑脊髓炎和牛痘病毒的生物战剂，但该计划于1956年被单方面取消。美国陆军生物战实验室将炭疽病、土拉菌病、布氏菌病、Q热病等武器化。
1969年，美国总统理查德·尼克松决定单方面终止美国的进攻性生物武器计划，只允许进行防御性科学研究。这一决定增强了 1969 年至 1972 年在日内瓦联合国裁军委员会会议上进行的禁止生物战谈判的势头。这些谈判产生了《生物武器公约》，该公约于 1972 年 4 月 10 日开放供签署，并在 22 个国家批准后于 1975 年 3 月 26 日生效。
尽管是《生物武器公约》的缔约方和保存国，苏联在据称是民用机构 Biopreparat 的领导下，继续并扩大了其大规模进攻性生物武器计划。1979 年斯维尔德洛夫斯克炭疽泄漏导致大约 65 至 100 人死亡后，苏联引起了国际怀疑。

### 1948年阿以战争
根据历史学家本尼·莫里斯和本杰明·凯达尔的说法，以色列在 1948 年阿以战争期间实施了代号为“投下你的面包”的生物战行动。 哈加纳最初使用伤寒细菌污染新清理的阿拉伯村庄的水井，以阻止包括民兵在内的民众返回。后来，生物战行动扩大到包括面临被阿拉伯军队占领迫在眉睫危险的犹太人定居点，以及未被计划占领的阿拉伯城镇。 还计划将生物战行动扩大到其他阿拉伯国家，包括埃及、黎巴嫩和叙利亚，但没有实施。

## 国际法
国际上对生物战的限制始于1925年的《日內瓦議定書》，该议定书禁止在国际武装冲突中使用生化武器，但不禁止拥有或研发生化武器。在批准《日内瓦议定书》后，一些国家对其报复的适用性和使用提出了保留。由于这些保留，它实际上只是一个“不首先使用”协议。
1972 年《生物武器公约》（BWC）对《日内瓦议定书》进行了补充，禁止开发、生产、获取、转让、储存和使用生物武器。《生物武器公约》于 1975 年 3 月 26 日生效，是第一个禁止生产整类大规模杀伤性武器的多边裁军条约。截至 2021 年 3 月，已有 183 个国家成为该条约的缔约方。《生物武器公约》被认为建立了针对生物武器的强有力的全球规范，这反映在该条约的序言中，指出使用生物武器将“违背人类的良心”。由于机构支持不足且缺乏任何正式的核查制度来监督遵守情况，《生物武器公约》的有效性受到限制。
1985年，澳大利亚集团成立，这是一个由43个国家组成的多边出口管制制度，旨在防止化学和生物武器的扩散。
2004年，联合国安理会通过了第1540号决议，要求所有联合国会员国制定和执行适当的法律和监管措施，防止化学、生物、放射性和核武器及其运载工具的扩散，特别是 防止大规模毁灭性武器向非国家行为者扩散。

## 生物恐怖主义
生物武器难以探测、经济且易于使用，这使得它们对恐怖分子具有吸引力。每平方公里造成类似数量的大规模伤亡，生物武器的成本估计约为常规武器成本的 0.05%。此外，它们的生产非常容易，因为可以使用常见技术来生产生物战剂，例如用于生产疫苗、食品、喷雾装置、饮料和抗生素的技术。 生物战吸引恐怖分子的一个主要因素是，他们可以在政府机构或秘密机构开始调查之前轻易逃脱。 这是因为潜在的生物体有3至7天的潜伏期，之后结果开始显现，从而给恐怖分子提供了先机。
一种名为“簇状、规则间隔、短回文重复”（CRISPR-Cas9）的技术现在非常便宜且广泛使用，以至于科学家担心业余爱好者会开始尝试它们。 在该技术中，DNA 序列被切断并用新序列替换，例如，编码特定的蛋白质，其目的是改变生物体的特征。 人们对生物学研究组织产生了担忧，因为它们存在相关风险，即流氓业余研究人员可能会尝试使用基因组编辑技术开发危险的生物武器。
2002年，当CNN审查基地组织（AQ）的粗毒实验时，他们发现AQ在松散的恐怖分子组织的帮助下开始策划蓖麻毒素和氰化物袭击。这些同伙已经渗透到土耳其、意大利、西班牙、法国等许多国家。 2015年，为了应对生物恐怖主义的威胁，蓝带生物防御研究小组发布了国家生物防御蓝图。此外，联邦选择代理计划的年度报告描述了美国生物防护主要屏障之外的 233 种精选生物代理的潜在暴露情况。
尽管验证系统可以减少生物恐怖主义，但对生物技术公司的设施有足够了解的员工或单独的恐怖分子可能会在没有适当监督和监督的情况下利用该公司的资源造成潜在危险。 此外，研究发现，约 95% 因安全性低而发生的事故是由员工或拥有安全许可的人员造成的。 

## 昆虫战
昆虫战（EW）是一种利用昆虫攻击敌人的生物战。这个概念已经存在了几个世纪，研究和开发一直持续到现代。日本已在战争中使用了昆虫战，其他几个国家也已开发并被指控使用昆虫战计划。 昆虫战可以利用昆虫进行直接攻击或作为载体来传递生物制剂，例如鼠疫。本质上，昆虫战存在三种类型。 其中一种类型涉及用病原体感染昆虫，然后将昆虫分散到目标区域。然后，这些昆虫充当媒介，感染它们可能叮咬的任何人或动物。 另一种类型是昆虫对农作物的直接攻击； 这种昆虫可能没有感染任何病原体，但却对农业构成威胁。 最后一种方法使用未受感染的昆虫，例如蜜蜂或黄蜂，直接攻击敌人。

## 遗传学
理论上，生物技术中的新方法，例如合成生物学，可以在未来用于设计新型生物战剂。
1.将演示如何使疫苗失效；
2.会产生对治疗上有用的抗生素或抗病毒药物的耐药性；
3.会增强病原体的毒力或使非病原体具有毒力；
4.会增加病原体的传播能力；
5.会改变病原体的宿主范围；
6.能够逃避诊断/检测工具；
7.将使生物制剂或毒素武器化。
合成生物学中的大多数生物安全问题都集中在 DNA 合成的作用以及在实验室中产生致命病毒（例如 1918 年西班牙流感、脊髓灰质炎）遗传物质的风险。最近，CRISPR/Cas系统已成为一种有前途的基因编辑技术。 它被《华盛顿邮报》誉为“近 30 年来合成生物学领域最重要的创新。”虽然其他方法需要数月或数年的时间来编辑基因序列，但 CRISPR 将这一时间缩短至数周。由于其易用性和可访问性，它引起了许多道德问题，特别是围绕其在生物黑客领域的使用。

## 按目标

### 反人员战剂
针对人类的生物制剂的理想特征是高传染性、高毒性、无法获得疫苗以及可获得有效且高效的递送系统。 武器化制剂的稳定性（制剂在长期储存后保持其感染性和毒力的能力）也可能是理想的，特别是对于军事应用，并且通常考虑制造制剂的容易性。 控制药剂的扩散可能是另一种期望的特性。
主要困难不是生物制剂的生产，因为武器中使用的许多生物制剂可以相对快速、廉价且容易地制造。 相反，真正造成重大问题的是武器化、储存以及通过有效的车辆向脆弱目标运送。
例如，出于多种原因，炭疽杆菌被认为是有效的药剂。 首先，它形成耐寒的孢子，非常适合分散气溶胶。 其次，这种微生物不被认为可以在人与人之间传播，因此很少会引起继发感染。 肺炭疽感染以普通流感样症状开始，并在 3-7 天内发展为致命的出血性纵隔炎，未经治疗的患者死亡率为 90% 或更高。最后，可以使用合适的抗生素来保护己方人员和平民。
考虑用于武器化或已知被武器化的制剂包括细菌，例如炭疽杆菌、布鲁氏菌属、鼻疽伯克霍尔德氏菌、类鼻疽伯克霍尔德氏菌、鹦鹉热衣原体、伯内氏立克次体、土拉弗朗西斯氏菌、一些立克次体科（尤其是普氏立克次体和立克次体）， 志贺氏菌、霍乱弧菌和鼠疫耶尔森氏菌。 许多病毒制剂已被研究和/或武器化，包括一些布尼亚病毒科（特别是裂谷热病毒）、埃博拉病毒、许多黄病毒科（特别是日本脑炎病毒）、马丘波病毒、冠状病毒、马尔堡病毒、天花病毒和黄病毒 发烧病毒。已研究的真菌剂包括球孢子菌属。
可用作武器的毒素包括蓖麻毒素、葡萄球菌肠毒素B、肉毒杆菌毒素、石房蛤毒素和许多霉菌毒素。 这些毒素和产生它们的生物体有时被称为选择因子。 在美国，它们的拥有、使用和转移受到疾病控制和预防中心的选择代理计划的监管。
美国前生物战计划将其武器化杀伤人员生物制剂归类为致命制剂（炭疽杆菌、土拉弗朗西斯菌、肉毒杆菌毒素）或致残制剂（猪布鲁氏菌、伯内特立克次体、委内瑞拉马脑炎病毒、葡萄球菌肠毒素 B）。

### 反农业战剂

#### 反作物/反植物/反渔业战剂
美国在冷战期间发展了一种反作物能力，利用植物病害（生物除草剂或真菌除草剂）来摧毁敌方农业。 生物武器还针对渔业和水生植被。 人们认为，在战略规模上摧毁敌方农业可以在全面战争中挫败中苏联的侵略。 麦瘟和稻瘟病等病害被装在空中喷雾罐和集束炸弹中，运送到农业地区的敌方流域，引发附生病（植物间的流行病）。 另一方面，一些消息来源报告称，这些药剂已被储存，但从未武器化。当美国于 1969 年和 1970 年放弃其进攻性生物战计划时，其绝大多数生物武库都是由这些植物病害组成的。肠毒素和霉菌毒素不受尼克松命令的影响。
尽管除草剂是化学品，但它们通常与生物战和化学战归为一类，因为它们的作用方式可能与生物毒素或生物调节剂类似。 陆军生物实验室对每种试剂进行了测试，陆军技术护送部队负责所有化学、生物、放射性（核）材料的运输。
生物战还可以专门针对植物来摧毁农作物或使植被落叶。 美国和英国在第二次世界大战期间发现了植物生长调节剂（即除草剂），英国随后将其用于马来亚紧急状态的平叛行动中。 受马来西亚使用的启发，美国在越南战争中的军事行动包括大规模散布各种除草剂，即著名的橙剂，目的是摧毁农田并砍伐越共掩护的森林。斯里兰卡在针对泰米尔叛乱分子的伊拉姆战争中部署了军事破坏者。

#### 反牲畜战剂
第一次世界大战期间，德国使用炭疽病和鼻疽病使美国和法国的战马、罗马尼亚的羊以及阿根廷为协约国部队准备的牲畜患病。安东·迪尔格就是这些德国执行者之一。 此外，德国本身也成为类似袭击的受害者——运往德国的马匹被瑞士的法国特工感染了伯克霍尔德氏菌。 
第二次世界大战期间，美国和加拿大秘密调查了牛瘟作为生物武器的使用情况。牛瘟是一种高度致命的牛疾病。
20世纪80年代，苏联农业部成功研制出针对牛的口蹄疫、牛瘟、针对猪的非洲猪瘟以及针对鸡的鹦鹉热等变种。 这些特工准备从数百英里外的飞机上的坦克上喷洒它们。 这个秘密计划的代号是“生态”。
1952年毛毛起义期间，非洲牛奶树的有毒乳胶被用来杀死牛。 

## 防御行动

### 医疗对策
2010 年，在日内瓦举行的《关于禁止发展、生产和储存细菌（生物）及毒素武器和销毁此种武器的公约》缔约国会议上，卫生流行病学调查被建议作为经过充分检验的手段， 加强对感染和寄生虫的监测，以切实执行《国际卫生条例（2005）》。 其目的是预防和尽量减少危险传染病自然爆发的后果以及据称对《生物和毒素武器公约》缔约国使用生物武器的威胁。
许多国家要求现役军人接种某些可能被用作生物武器的疾病疫苗，例如炭疽病。

### 公共卫生和疾病监测
值得注意的是，大多数经典和现代生物武器的病原体都可以从自然感染的植物或动物中获得。
已知最大的生物武器事故——1979年苏联斯维尔德洛夫斯克（现叶卡捷琳堡）爆发炭疽病——距离苏联东南部军事设施的生物释放点200公里处的羊都感染了炭疽病。 这座城市至今仍然禁止游客进入。
因此，涉及人类临床医生和兽医的强大监测系统可以在流行病过程的早期识别生物武器攻击，从而可以对绝大多数暴露但尚未患病的人（和/或动物）进行疾病预防。
例如，就炭疽病而言，很可能在发作后 24-36 小时内，一小部分人（免疫系统受损的人或由于接近释放源而接受了大剂量的生物体） 人类的潜伏期估计约为11.8天至12.1天。这个建议的时期是第一个与已知最大规模的人类疫情数据独立一致的模型。 这些预测完善了之前对释放后早发病例分布的估计，并支持对接触低剂量炭疽的个体进行 60 天预防性抗生素治疗的建议疗程。通过向当地公共卫生官员实时提供这些数据，大多数炭疽流行模型表明，超过 80% 的暴露人群可以在出现症状之前接受抗生素治疗，从而避免该疾病的较高死亡率。

### 常见流行病学警告
由不常见病原体引起的某种疾病的单一原因，缺乏流行病学解释。
不寻常、稀有的基因工程菌株。
具有相同或相似症状的患者发病率和死亡率较高。
疾病的异常表现。
不寻常的地理或季节分布。
地方病稳定，但相关性出现不明原因的增加。
罕见传播（气溶胶、食物、水）。
当附近有共用通风系统的人患病时，曾经/未接触过共用通风系统（具有独立的封闭式通风系统）的人不会出现任何疾病。
不同的、无法解释的疾病同时存在于同一患者身上，没有任何其他解释。
影响大量不同人群的罕见疾病（呼吸道疾病可能表明病原体或制剂被吸入）。
对于存在疾病的特定人群或年龄组来说，疾病是不寻常的。
动物群体在人类患病之前或伴随患病的异常死亡和/或疾病趋势。
许多受影响的人同时寻求治疗。
受影响个体中药物的相似基因组成。
在国内或国外非相邻地区同时收集类似疾病。
大量不明原因的疾病和死亡病例。

### 生物武器识别
生物防御的目标是整合国家和国土安全、医疗、公共卫生、情报、外交和执法界的持续努力。 医疗保健提供者和公共卫生官员是第一道防线。 在一些国家，私人、地方和省（州）的能力正在通过联邦资产得到增强和协调，以提供针对生物武器攻击的分层防御。 第一次海湾战争期间，联合国启动了一支生化反应小组“天蝎座特遣部队”，以应对任何可能对平民使用大规模杀伤性武器的情况。
保护农业、粮食和水的传统方法：重点关注疾病的自然或无意引入，通过集中努力解决当前和预期的未来可能是故意的、多重的和重复的生物武器威胁，正在得到加强。
生物战剂和生物恐怖主义日益增长的威胁导致了特定现场工具的开发，这些工具可以对遇到的可疑材料进行现场分析和识别。 劳伦斯利弗莫尔国家实验室 (LLNL) 的研究人员正在开发一项此类技术，采用“三明治免疫测定法”，其中针对特定病原体的荧光染料标记抗体附着在银和金纳米线上。
在荷兰，TNO 公司设计了生物气溶胶单颗粒识别设备（BiosparQ）。 该系统将被纳入荷兰生物武器袭击国家响应计划中。
以色列本古里安大学的研究人员正在开发一种名为 BioPen 的不同设备，本质上是一个“笔中实验室”，它可以使用 ELISA 的改进版在 20 分钟内检测已知的生物制剂，ELISA 是一种类似的广泛使用的免疫学方法。 技术，在这种情况下结合了光纤。